# 873-as busz
A 873-as számú helyi autóbusz Szentendre, autóbusz-állomás és a pismányi Szentendre, Ösvény utca megállók között közlekedik. 2012. december 1. és 2014. november 30. között az Önkormányzat megbízásából az összes többi helyi járattal együtt a Homm Kft. üzemeltette. 2014. december 1-jétől a Volánbusz, 2025-től a MÁV Személyszállítási Zrt. üzemelteti. A járaton Credo Econell 12 buszok közlekednek. Néhány menet betér a Püspökmajori és a Vasvári lakótelepre.

## Megállóhelyei
| 873 (Szentendre, autóbusz-állomás – Szentendre, Ösvény utca) | 873 (Szentendre, autóbusz-állomás – Szentendre, Ösvény utca) | 873 (Szentendre, autóbusz-állomás – Szentendre, Ösvény utca) | 873 (Szentendre, autóbusz-állomás – Szentendre, Ösvény utca) | 873 (Szentendre, autóbusz-állomás – Szentendre, Ösvény utca) | 873 (Szentendre, autóbusz-állomás – Szentendre, Ösvény utca) | 873 (Szentendre, autóbusz-állomás – Szentendre, Ösvény utca)                        | 873 (Szentendre, autóbusz-állomás – Szentendre, Ösvény utca) |
| Perc (↓)                                                     | Perc (↓)                                                     | Megállóhely                                                  | Perc (↑)                                                     | Perc (↑)                                                     | Perc (↑)                                                     | Átszállási kapcsolatok                                                              |                                                              |
| ------------------------------------------------------------ | ------------------------------------------------------------ | ------------------------------------------------------------ | ------------------------------------------------------------ | ------------------------------------------------------------ | ------------------------------------------------------------ | ----------------------------------------------------------------------------------- | ------------------------------------------------------------ |
| 0                                                            | 0                                                            | Szentendre, autóbusz-állomás végállomás                      | 30                                                           | 20                                                           | 16                                                           | 868, 869, 870, 872, 874, 876, 878, 879, 880, 882, 883, 884, 889, 890, 893, 895, 898 |                                                              |
| 2                                                            | 2                                                            | Szentendre, Római kőtár                                      | 28                                                           | 18                                                           | 14                                                           | 869, 870, 872, 874, 876, 878, 879, 880, 882, 883, 884, 889, 890, 893, 895, 898      |                                                              |
|                                                              | 4                                                            | Szentendre, Kálvária tér                                     | 26                                                           |                                                              |                                                              | 869, 870, 872, 874, 875, 876                                                        |                                                              |
| 5                                                            | Szentendre, Pomázi út 18.                                    |                                                              | 869, 870, 872, 874, 875, 876                                 |                                                              |                                                              |                                                                                     |                                                              |
| 7                                                            | Szentendre, Radnóti Miklós utca 8.                           | 869, 870, 872, 874, 875, 876                                 |                                                              |                                                              |                                                              |                                                                                     |                                                              |
| 8                                                            | Szentendre, Kálvária út                                      | 869, 870, 872, 874, 875, 876                                 |                                                              |                                                              |                                                              |                                                                                     |                                                              |
| 9                                                            | Szentendre, János utca                                       | 869, 870, 872, 874, 875, 876                                 |                                                              |                                                              |                                                              |                                                                                     |                                                              |
| 10                                                           | Szentendre, Püspökmajori lakótelep                           | 24                                                           | 869, 870, 872, 874, 875, 876                                 |                                                              |                                                              |                                                                                     |                                                              |
|                                                              | Szentendre, János utca                                       | 23                                                           | 869, 870, 872, 874, 875, 876                                 |                                                              |                                                              |                                                                                     |                                                              |
| Szentendre, Kálvária út                                      | 22                                                           | 869, 870, 872, 874, 875, 876                                 |                                                              |                                                              |                                                              |                                                                                     |                                                              |
| Szentendre, Radnóti Miklós utca 8.                           | 21                                                           | 869, 870, 872, 874, 875, 876                                 |                                                              |                                                              |                                                              |                                                                                     |                                                              |
| Szentendre, Pomázi út 18.                                    | 19                                                           | 869, 870, 872, 874, 875, 876                                 |                                                              |                                                              |                                                              |                                                                                     |                                                              |
| 11                                                           | Szentendre, Kálvária tér                                     | 18                                                           | 869, 870, 872, 874, 875, 876                                 |                                                              |                                                              |                                                                                     |                                                              |
| 4                                                            | 13                                                           | Szentendre, Bükkös patak                                     | 16                                                           | 16                                                           | 12                                                           | 870, 874, 875, 876, 878, 879, 880, 882, 883, 884, 889, 890, 893, 895, 898           |                                                              |
| 6                                                            | 15                                                           | Szentendre, Izbégi elágazás                                  | 14                                                           | 14                                                           | 10                                                           | 870, 874, 875, 876, 878, 879, 880, 882, 883, 884, 889, 890, 893, 895, 898           |                                                              |
|                                                              |                                                              | Szentendre, Tavasz utca                                      | 13                                                           | 13                                                           |                                                              | 870, 874, 875, 876, 878, 879                                                        |                                                              |
| Szentendre, Templom utca                                     | 12                                                           | 12                                                           | 870, 874, 875, 876, 878, 879                                 |                                                              |                                                              |                                                                                     |                                                              |
| Szentendre, Vasvári lakótelep                                | 11                                                           | 11                                                           |                                                              |                                                              |                                                              |                                                                                     |                                                              |
| Szentendre, Barátság köz                                     | 10                                                           | 10                                                           | 871, 876, 878, 879                                           |                                                              |                                                              |                                                                                     |                                                              |
| 8                                                            | 17                                                           | Szentendre, Pismány ABC                                      | 8                                                            | 8                                                            | 8                                                            | 871, 875, 880, 882, 883, 884, 889, 890, 893, 895, 898                               |                                                              |
|                                                              |                                                              | Szentendre, Egres utca                                       | 6                                                            | 6                                                            | 6                                                            |                                                                                     |                                                              |
| Szentendre, Egres utca 34.                                   | 5                                                            | 5                                                            | 5                                                            |                                                              |                                                              |                                                                                     |                                                              |
| 10                                                           | 19                                                           | Szentendre, Törökvölgyi út                                   | 4                                                            | 4                                                            | 4                                                            | 875                                                                                 |                                                              |
| 12                                                           | 21                                                           | Szentendre, Lejtő út                                         | 3                                                            | 3                                                            | 3                                                            | 875                                                                                 |                                                              |
| 13                                                           | 22                                                           | Szentendre, Meggyfa utca                                     | 2                                                            | 2                                                            | 2                                                            | 875                                                                                 |                                                              |
| 14                                                           | 23                                                           | Szentendre, Tátika utca                                      | 1                                                            | 1                                                            | 1                                                            | 875                                                                                 |                                                              |
| 15                                                           | 24                                                           | Szentendre, Ösvény utca végállomás                           | 0                                                            | 0                                                            | 0                                                            |                                                                                     |                                                              |